# Under the Grey Banner
Under the Grey Banner je páté studiové album švédské power metalové skupiny Dragonland. Album bylo vydáno 18. listopadu 2011.

## Seznam skladeb
1. Ilmarion
2. Shadow of the Mithril Mountains
3. The Tempest
4. A Thousand Towers White
5. Fire and Brimstone
6. The Black Mare
7. Lady of Goldenwood
8. Durnir's Forge
9. The Trials of Mount Farvor
10. Throne of Bones
11. Under The Grey Banner
12. Ivory Shores